# Mdadm
mdadm je Linux pomoćni program autora Neila Browna koji se rabi za upravljanje RAID poljima, program se ranije zvao mdctl. Program može stvarati, brisati i nadzirati Linux softverska RAID polja. mdadm je dostupan pod GNU GPL.
Ime programa dolazi od “md” (multiple disk).

## Kratke upute
Stvaranje RAID 1 polja od dva diska.
```
 mdadm --create /dev/md0 --level=1 --raid-devices=2 /dev/sdc /dev/sde
```

Provjeri status RAID polja
```
 mdadm --detail /dev/md0
```

## Vanjske poveznice
- Developer blog  Arhivirana inačica izvorne stranice od 3. svibnja 2013. (Wayback Machine)
- mdadm documentation  Arhivirana inačica izvorne stranice od 12. travnja 2008. (Wayback Machine)
- linux-raid Documentation Wiki  Arhivirana inačica izvorne stranice od 14. ožujka 2008. (Wayback Machine)